# نبتون بيتش
نبتون بيتش (بالإنجليزية: Neptune Beach)‏ هي مدينة أمريكية تقع في ولاية فلوريدا. تبلغ مساحة هذه المدينة 17.7 (كم²)،ويبلغ عدد سكانها 7037 نسمة حسب إحصاء سنة 2010 م 7037.تشير إحصاءات سنة 2000م بأن الكثافة السكانية في هذه المدينة تقدر بـ(410.7) نسمة/كم2 

## معرض صور

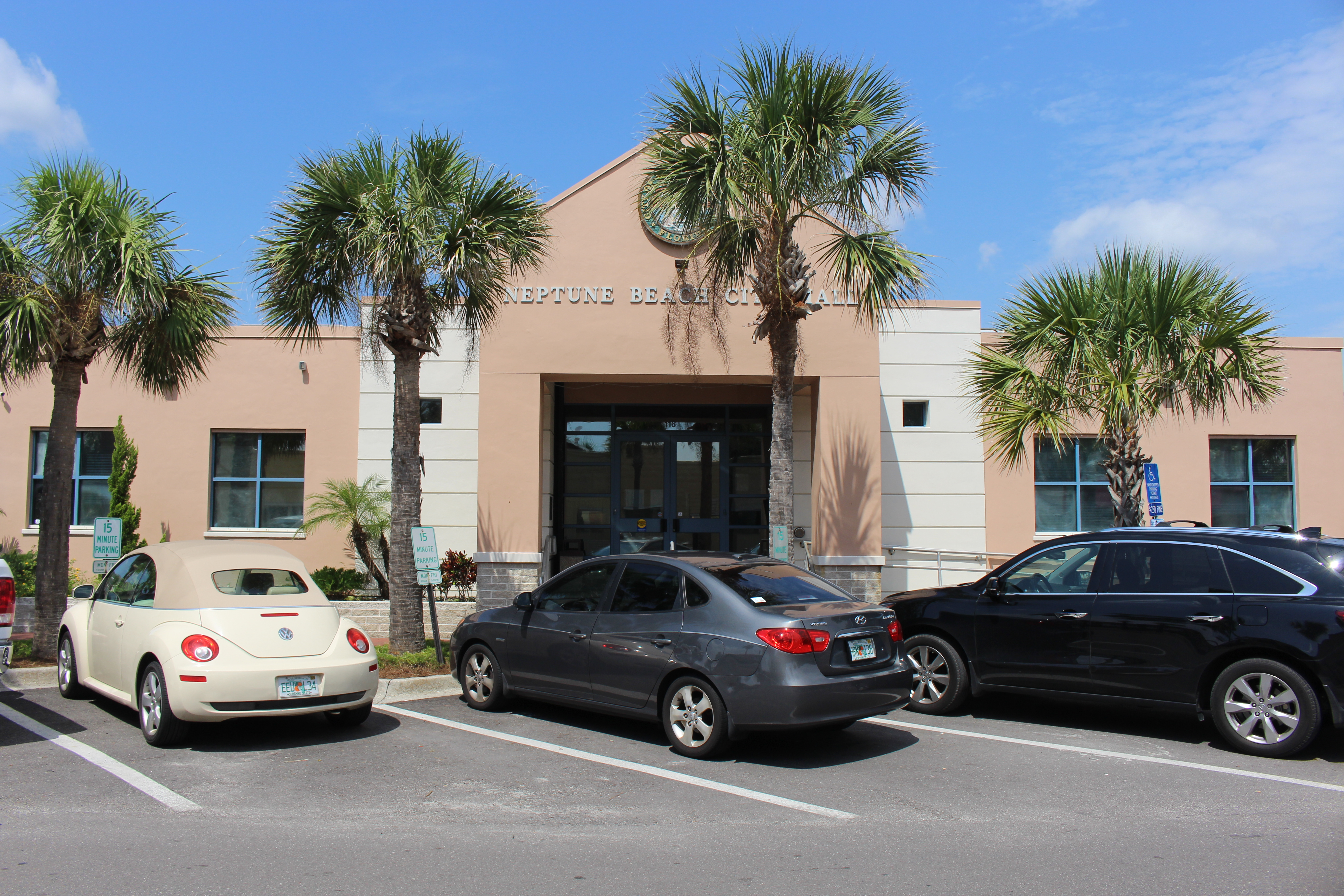
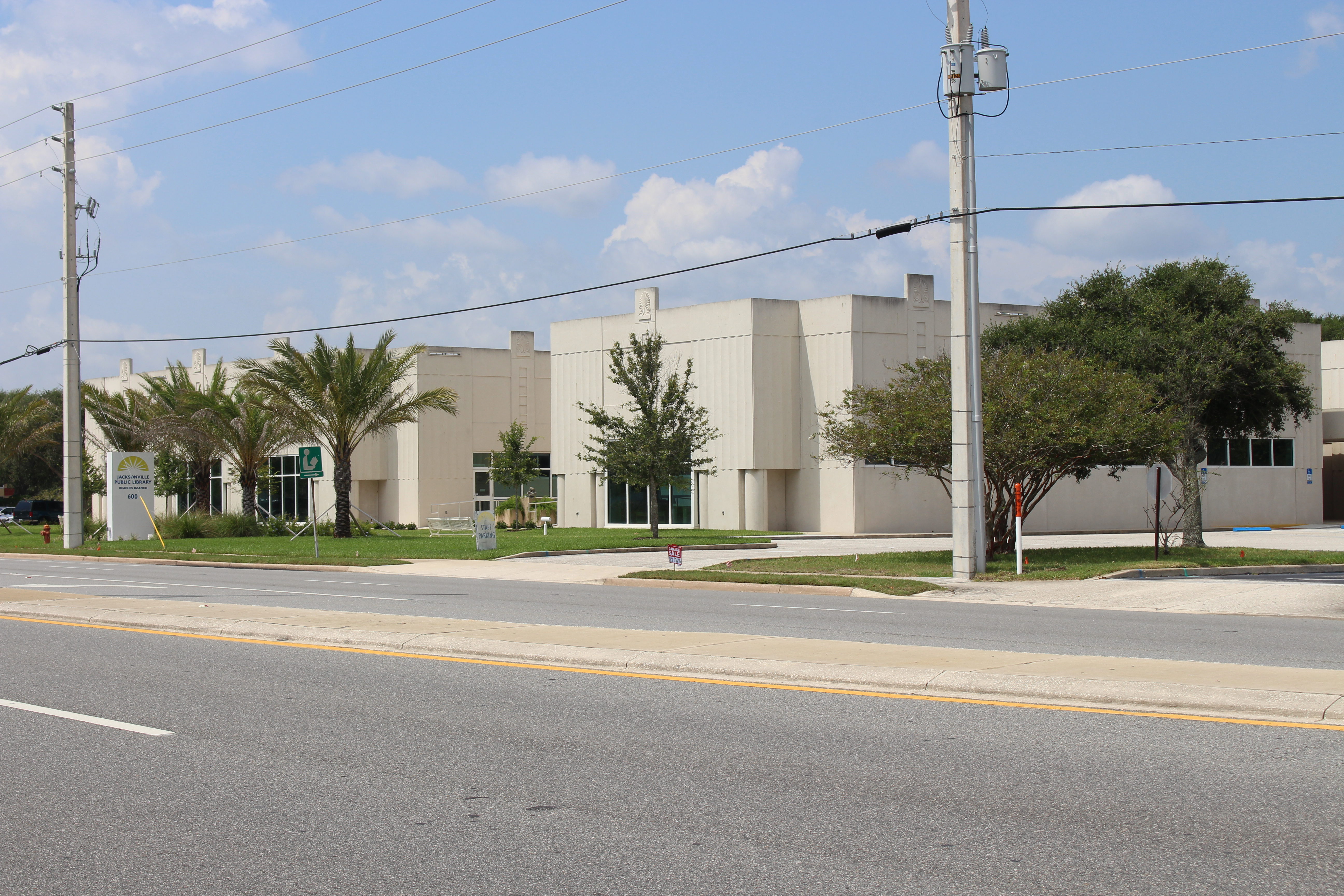
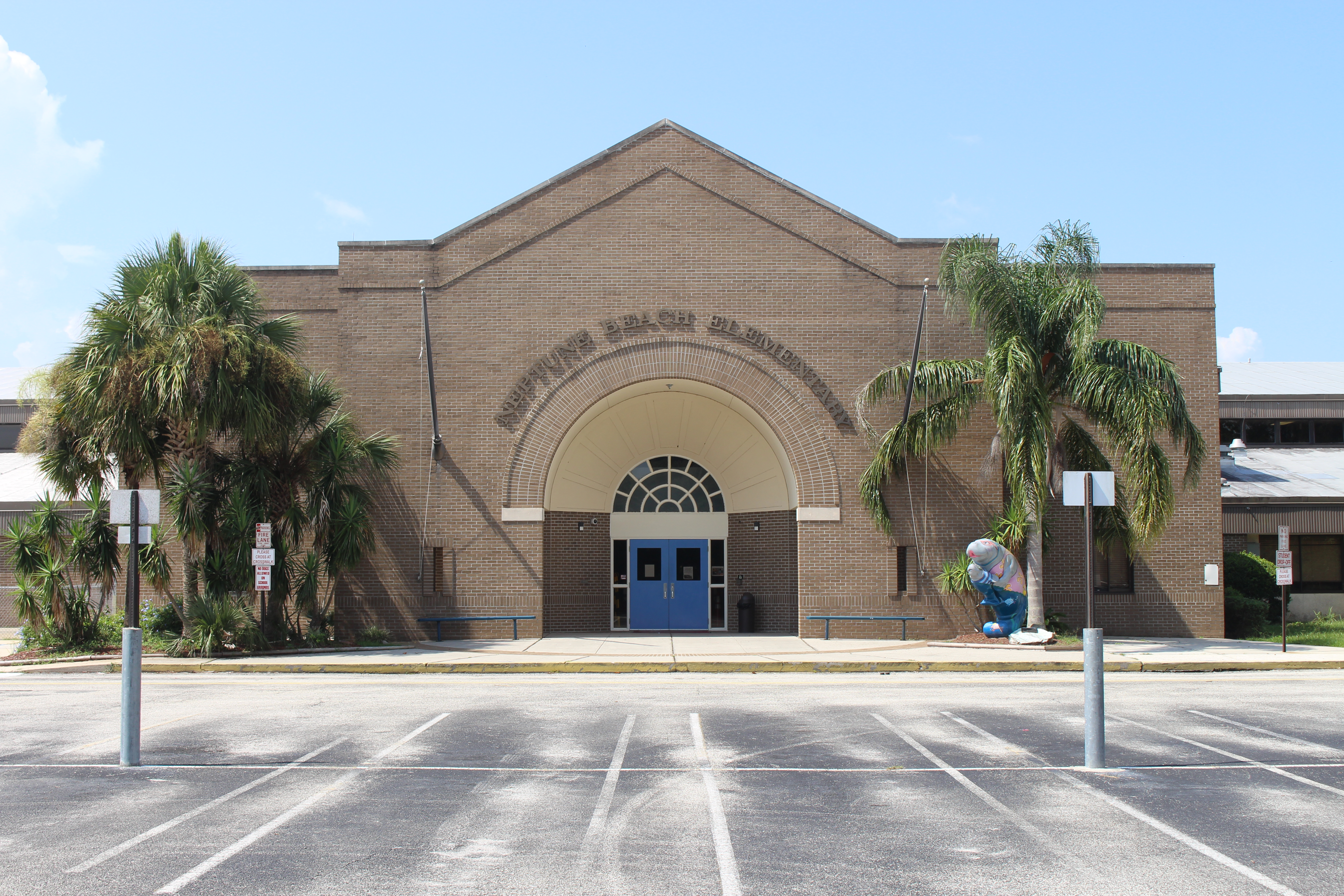
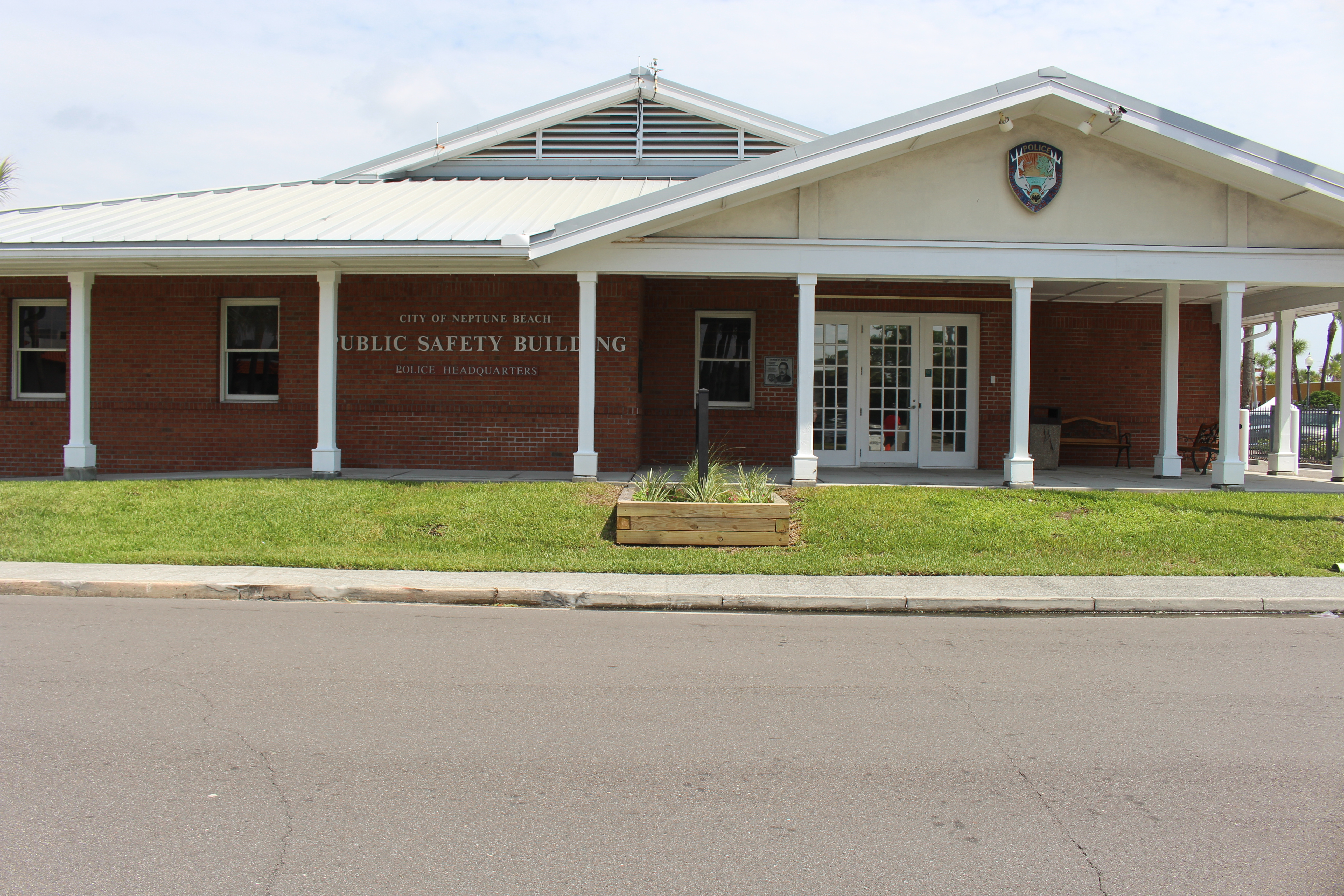
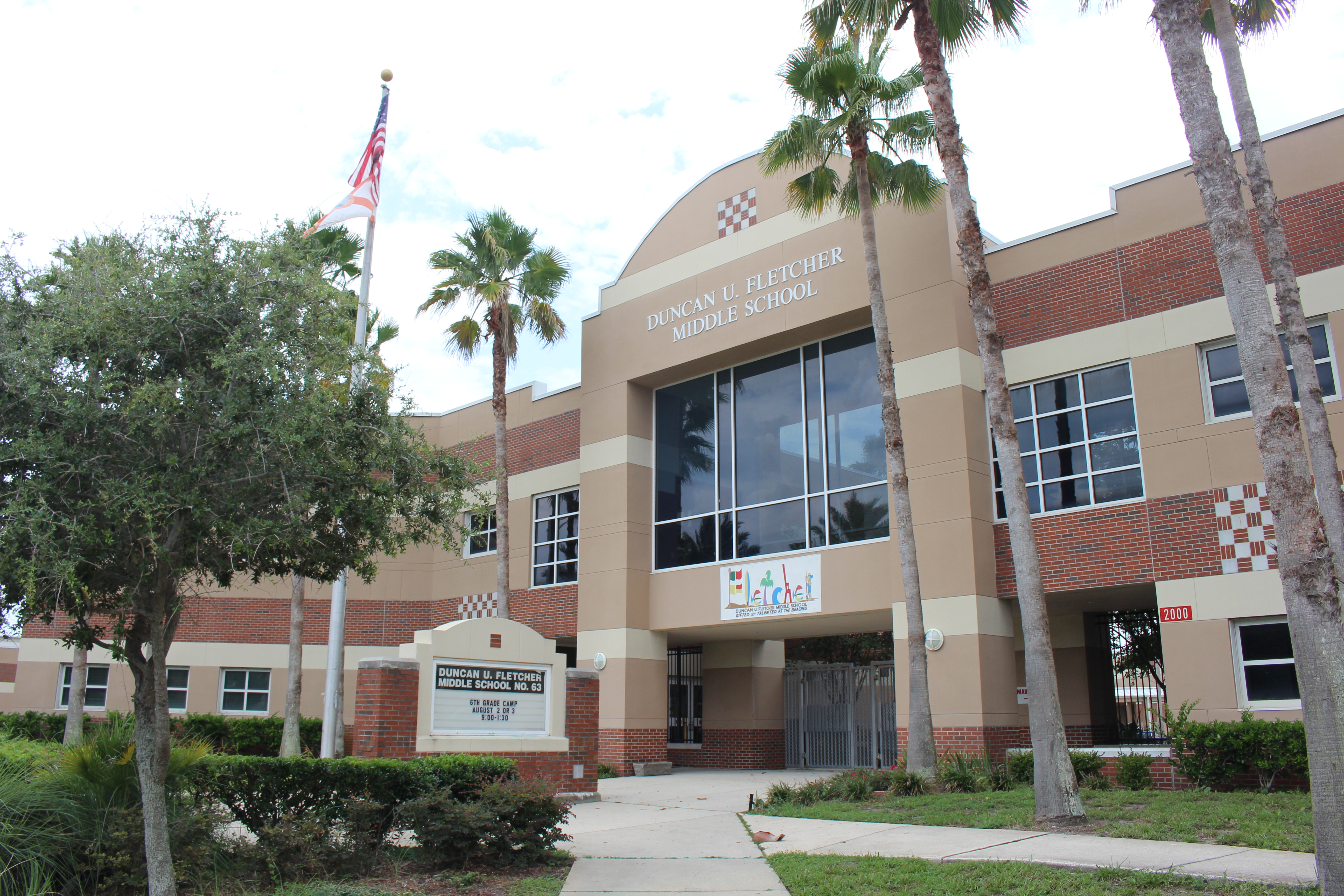